# Moteur Stirling-Vuilleumier
 (septembre 2012).
Si vous disposez d'ouvrages ou d'articles de référence ou si vous connaissez des sites web de qualité traitant du thème abordé ici, merci de compléter l'article en donnant les références utiles à sa vérifiabilité et en les liant à la section « Notes et références ».
Le moteur Stirling-Vuilleumier est un double moteur Stirling, dont le fluide de travail (en général l'hélium) est mis en commun (machine de Vuilleumier).

## Fonctionnement
Un des deux moteurs Stirling est utilisé en mode de travail : il est généralement alimenté en gaz naturel pour fournir un travail qui est ensuite restitué au deuxième moteur Stirling connecté. Ce dernier va fournir de la chaleur pour le chauffage (chaleur de combustion, mais aussi celle récupérée dans le circuit d'eau glycolée venant de serpentins dans le sol du jardin par l'intermédiaire d'un échangeur thermique).
Cette pompe à chaleur étudiée au Danemark ne fonctionne pas avec de l'électricité comme une pompe à chaleur traditionnelle mais avec du gaz naturel (notons toutefois que d'autres sources de chaleur sont également possibles).

## Performances
Le moteur Stirling-Vuilleumier est une des pompes à chaleur les plus économes en énergie, car ayant un des meilleurs coefficient de performance au monde[réf. nécessaire]. En effet, elle ne nécessiterait quasiment aucun entretien, comme le moteur Stirling. Ce coefficient de performance est le seul à se rapprocher de la valeur théorique maximale, c'est-à-dire de celui du cycle de Carnot (à hauteur d'environ 60%)[réf. nécessaire].

## Plus defluides frigorigènes
L'hélium est préférable aux fluides frigorigènes tels que le R410 ou R407 car :
- le R22 (ou fréon 22), nocif pour la couche d'ozone, est interdit d'utilisation dans l'Union Européenne depuis le 1er janvier 2015, car 1 810 fois plus puissant que le dioxyde de carbone[1] ;
- les nouveaux fluides frigorigènes (R410, etc.) sont des  gaz à effet de serre 20 000 fois plus puissants que le dioxyde de carbone[2].